# 久御山町立久御山中学校
久御山町立久御山中学校（くみやまちょうりつ くみやまちゅうがっこう）は、京都府久世郡久御山町坊之池にある公立中学校。略称は「久御中」（くみちゅう）。

## 概要
久御山中学校は町内唯一の中学校で、久世郡淀町（1957年に京都市伏見区へ編入）と設立した事務組合立淀中学校を前身としている。1970年代前半に計画人口4,500人（当時の久御山町の人口の約3分の1）、計画戸数1,300戸の久御山団地が建設されることが決定し、久御山町内の中学生が大幅に増加することが予想されたため、久御山町独自の中学校として淀中学校から発展的分離する形で開校した。
久御山町の南西部の田畑に囲まれた静かな環境の中に本校は位置し、コの字型に配置された北校舎（四階建て）、南校舎（三階建て）、管理棟（二階建て）、体育館、グラウンド、プール、給食室からなっている。
2018年（平成30年）度から、完全給食が開始された。

## 沿革

### 淀中学校の沿革
1947年4月1日、戦後の学制改革により学校教育法、教育基本法が施行され、男女共学・六・三・三制度などが導入された。なかでも最も画期的だったのは、戦前の複線的な中等教育を整理した新制中学校の発足であった。久世郡においても4校の新制中学校が開校し、新憲法施行日の1947年5月3日、そのうちの1校として現在の久御山中学校の前身となる淀中学校が久世郡西部の3町村（淀町・御牧村・佐山村）で設立した事務組合によって開校した。
しかし、中学校として独立した校地・校舎は無く、久世郡御牧村字島田堤外の元京都航空機乗員養成所跡を借用する形で開校した。開校当時の学校規模は、敷地面積1,770坪（建坪334坪）に教室・特別教室・管理室・便所・納屋があり、生徒数は342人、学級数9、職員数17人であった。淀中学校は3町村の組合による運営だったため、3町村の各町村長が交替で管理者となった。翌1948年3月、淀中学校を設置する際の母体となっていた併設の淀実業専修学校・淀実践高等女学校が廃校となった。同年4月、大阪逓信講習所淀支所から講堂兼音楽室を借用し、施設の充実が図られた。同年12月には大蔵省大阪財務局より借用していた校舎・校地の払い下げをうけ、淀中学校組合の所有となった。1950年7月、木造2階建て1棟（普通教室6教室）を増築し更なる施設の充実が図られた。
戦後の混乱期に開校した淀中学校は校舎の借用状態からスタートした関係上、教室に29人しか収容できないなど学校として施設的に不備な点があった。地域からは「教室らしい教室を持った学校が欲しい」という声が高まり、淀中学校の独立校舎への新築・移転が検討されることになった。移転候補地は4カ所があげられたが、籐和田の南（淀町大字際目小字古川1番地）に決まり、敷地面積3,723坪に木造2階建て1棟・木造平屋建て1棟（建坪計656坪）の校舎が新築され、1953年4月、移転が完了した。なお、旧校地は売却された。ところが同年9月、台風13号の襲来により、淀中学校は被害を受けることとなった。堤防決壊により床上90センチ以上の浸水となり、多数の教諭が孤立し、教材なども被害を受けた。
台風13号の翌年1954年10月、佐山村と御牧村の合併による久御山町成立に伴い、淀中学校は淀町久御山町事務組合立淀中学校へと改称された。久御山町成立の3年後の1957年4月、淀町が京都市伏見区へ編入されたことに伴い、淀中学校は京都市久御山町事務組合立淀中学校へと改称された。淀中学校は独立校舎への移転後も体育館を有していなかったが、1961年3月、体育館兼講堂・普通教室2教室が完成した。この体育館は鉄骨スレート造り高さ10.16 m、建坪552.60 m2で、工費860万円を要したものだった。その後も1960年代はグラウンドの拡張や技術科室・家庭科室・倉庫などが建設され、教育環境の充実が図られた。

### 久御山中学校への発展的分離
1968年頃になると、鉄筋校舎建設をはじめとする5年次にわたる中学校の将来構想が作られた。その際久御山団地建設計画など前述（概要で記述）の理由で、淀中学校を久御山町と伏見区淀地区の2校に発展的分離を行う気運が高まった。久御山町では1975年から始まる久御山団地入居開始に間に合わすべく、1973年度中に校地の決定と取得が行われた。久御山町側の新たな中学校の校地の選定にあたっては、次の4点に留意して検討された。
1. 市街化区域では必要面積の確保が困難であるため、市街化調整区域であること。
2. 公害・交通事故の無い良好な教育環境であること。
3. 路線バス、自転車通学の便利な地であること。
4. 将来的にも久御山町全域を校区とすること。

これらの4点を示した答申を尊重し、市街化区域内の工場から遠ざけ、適正な地形で必要面積が確保できたため、現在地に建設が決定した。用地（25,371 m2）の取得費は8億9508万円、建設費は5億4697万1千円（プールと北校舎の西半分を除く）を要し、いずれも公団の一部負担と立替によってまかなわれた。1975年3月末日をもって淀中学校は閉校し、同時に組合も解散された。新年度には京都市立大淀中学校と久御山町立久御山中学校が開校し、発展的分離が実現した。

### 久御山中学校の沿革
開校時の久御山中学校は南校舎、北校舎の東半分、体育館、プール、グラウンドが竣工した状態で開校した。プールに関しては、将来の生徒数増加を見越し、既存小学校よりも2レーン多い規格で設計された。
1981年度からの3ヶ年は道徳教育協同推進校に指定された。
1982年3月には生徒数増加に伴い、開校時に東半分のみ竣工していた北校舎を西側へ増築する工事が竣工した。同年7月、久御山中学校に本格的なLL教室が設置された。当時LL教室は京都府内ではまだ珍しい設備であり、1984、85年度にわたって京都府教育委員会より教育機器利用の英語教育研究実践校として研究委嘱を受けた。1985年10月に研究発表会を開催し、研究主任が「LL教室を利用した効果的な英語学習指導」の実践発表を行った。続いて1986年度にはコンピューター教室が設置され、LL教室に続いて京都府下では先進的なものであった。また、同年度には校舎の増築が行われ、1,000人を超える生徒数に対応できる学校規模となった。
翌1987年には生徒数が1,000人を超え、1989年にはピークの1,045人に達したが、その後生徒数は減少に転じて2000年代初めまでその傾向は続いた。久御山中学校の2018年現在の生徒数は411人となっている。

### 年表
- 1947年5月 - 久世郡御牧村島田堤外33番地に久世郡淀町・御牧村・佐山村事務組合立淀中学校開校
- 1948年3月 - 併設の淀実業専修学校・淀実践高等女学校が廃校となる
- 1948年4月 - 大阪逓信講習所淀支所から講堂兼音楽室を借用
- 1948年12月 - 大蔵省大阪財務局より校舎・校地の払い下げをうけ、淀中学校組合の所有となる
- 1950年7月 - 木造2階建て1棟（普通教室6教室）を増築
- 1953年4月 - 久世郡淀町大字際目小字古川1番地に新築・移転
- 1953年9月 - 台風13号により、被害を受ける
- 1954年10月 - 久御山町成立に伴い、淀町久御山町事務組合立淀中学校へ改称
- 1957年4月 - 淀町の京都市伏見区への編入に伴い、京都市久御山町事務組合立淀中学校へ改称
- 1961年3月 - 体育館兼講堂・普通教室2教室落成
- 1967年 - 障害児学級開設
- 1970年 - 全教室にテレビを設置
- 1973年11月 - 育友会設立準備室結成
- 1975年4月 - 京都市久御山町事務組合立淀中学校を廃止し、現在地に久御山町立久御山中学校開校
- 1981年 - 道徳教育協同推進校に指定（1981年度からの3ヵ年）
- 1982年3月 - 北校舎を西側に増築
- 1982年7月 - LL教室設置
- 1984年 - ミルク給食開始
- 1986年 - コンピューター教室（パソコン46台）、多目的教室を設置。校舎を増築
- 1991年 - 大規模改造工事完了
- 1992年 - 第2コンピューター教室設置
- 1995年 - プールを改修。第1コンピューター教室の機器を更新
- 1997年 - 平成9年度文部省武道指導推進校に指定
- 2000年 - 体育館の外壁等を改修
- 2002年 - 職員室緊急通報装置を整備。北校舎のトイレを改修
- 2003年 - 110番非常通報装置設置
- 2009年 - 改築工事（第1期）完成。エアコンを設置
- 2018年4月 - 給食室完成、完全給食開始

## 部活動
2018年4月現在の部活動である。平成29年度から、新たにESS、バドミントン部が追加された。
体育系
- 陸上競技部
- サッカー部
- 野球部
- 男子テニス部
- 女子テニス部
- 卓球部
- 男子バスケットボール部
- 女子バスケットボール部
- 女子バレーボール部
- ソフトボール部
- 剣道部
- バドミントン部

文化系
- 体験学習部
- 吹奏楽部
- 美術部
- ESS

## 校区
- 町内全域（大橋辺を除く）が校区となっている。
- 一部京都市から委託を受けている地区（京都市伏見区向島下五反田）がある。

（八幡市の飛び地に関しては、八幡市が京都市に委託をしており、久御山中学校の通学区域ではない）。
通学距離・地域に関わらず、希望者は自転車通学が許可されている。

## 交通アクセス
1980年代中頃より近鉄京都線大久保駅からバスが運行されていたが、2000年の京阪宇治交通のダイヤ改正により一般路線バスは廃止された。また、久御山団地から久御山町のってこバスが運行されていたが、こちらも廃止され、その代替として開設した乗合タクシーの久御山町のってこタクシーの乗車場所として「中学校前」が設置された。しかし先述の通り、本学校は自転車通学を許可制で認めており、乗合タクシー利用の生徒はほぼない。

## 学校の周辺
- 久御山町役場
- 久御山町中央公民館
- 久御山町消防本部
- 久御山町立御牧小学校
- 淀総合運動場
- イオンモール久御山

## 関係者

### 出身者
- 片岡篤史：元プロ野球選手・コーチ、野球解説者[5]
- 中立豊：お笑いタレント

## 通学区域が隣接している学校
- 京都市立大淀中学校
- 京都市立洛水中学校
- 京都市立向島秀蓮小中学校
- 宇治市立西小倉中学校
- 宇治市立西宇治中学校
- 宇治市立南宇治中学校
- 城陽市立北城陽中学校
- 八幡市立男山東中学校